# Вестермор
Вестермор (њем. Westermoor) општина је у њемачкој савезној држави Шлезвиг-Холштајн. Једно је од 112 општинских средишта округа Штајнбург. Према процјени из 2010. у општини је живјело 385 становника. Посједује регионалну шифру (AGS) 1061109.

## Географски и демографски подаци
Вестермор се налази у савезној држави Шлезвиг-Холштајн у округу Штајнбург. Општина се налази на надморској висини од 1 метара. Површина општине износи 9,4 km². У самом мјесту је, према процјени из 2010. године, живјело 385 становника. Просјечна густина становништва износи 41 становника/km².